# Rafael Altamira
Rafael Altamira y Crevea, född 10 februari 1866 i Alicante, död 1 juni 1951 i Mexico City, var en spansk skriftställare. 
Altamira var professor i historia i Oviedo och sedermera i amerikansk statsrätt vid Madrids universitet. Han blev ledamot av Real Academia de la Historia 1922. År 1921 valdes Altamira till ledamot av Permanenta skiljedomstolen i Haag och 1933 föreslogs han för Nobels fredspris. Efter spanska inbördeskrigets utbrott 1936 stannade han i Nederländerna. Då detta land 1940 invaderades av tyskarna sökte han skydd i Bayonne i Frankrike, där han blev kvar till 1944, då han åter tvingades fly på grund av den tyska offensiven. Efter en kort vistelse i Portugal kom han att bosätta sig i Mexico City. År 1951 föreslogs han åter för Nobels fredspris, men avled senare samma år.
Altamira intog som novellist ett aktat rum med Fatalidad (1894), Cuentos de Levante (1895) och Novelitas y cuentos, och som litteraturkritiker med Mi primero campaña (1893) och många uppsatser i den av honom från 1895 redigerade "Revista critica de historia y literatura española" samt artiklar i franska och engelska tidskrifter. Tyngdpunkten av Altamiras verksamhet ligger dock på de historiska, pedagogiska och kulturella områdena med arbeten som La enseñanza de la historia (1890), Historia de España y de la cultura española, först utkommen på engelska (fyra band, 1900–11, omfattande tiden till 1808), och Psicología del pueblo español (1902), en ingående studie av den spanska folkkaraktären. Han skrev även romanen Reposo (1903).